# Giambattista della Porta

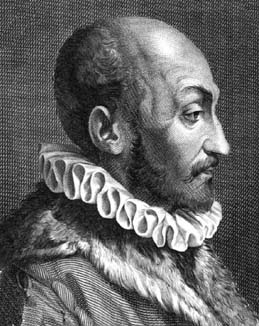
Giambattista della Porta

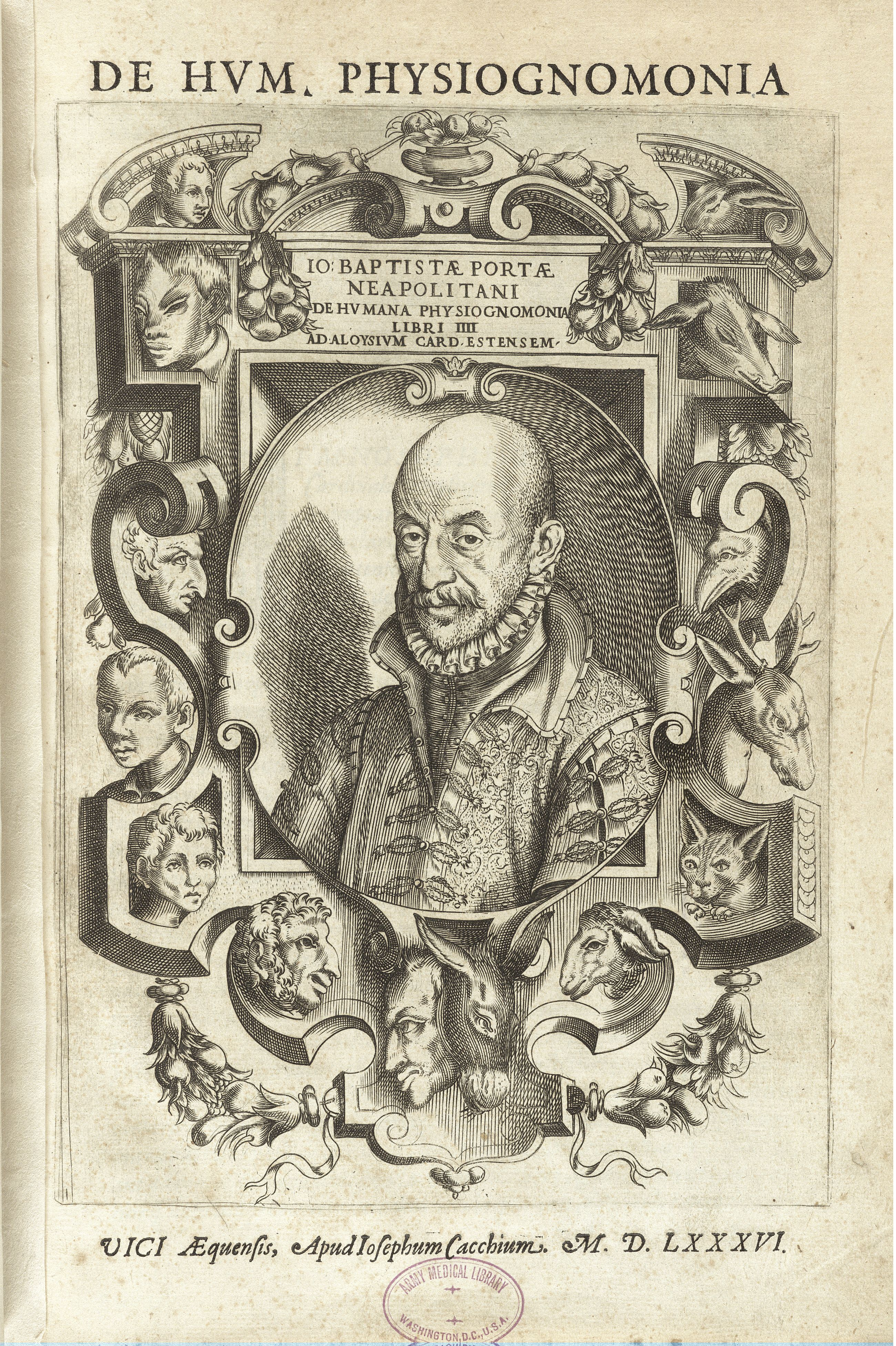
Titelpagina van De Humana Physiognomonia

Giambattista della Porta (Vico Equense, 1535 - Napels 1615) was een van de meest veelzijdige geleerden van de Italiaanse renaissance, en was zowel wetenschapper als toneelschrijver. Della Porta is de grondlegger van de fysionomie en was de oprichter van de door de Inquisitie verboden natuurkundige beweging Academia Secretorum Naturae. Voor de vermeende hekserij van de beweging werd hij in Rome ontboden door Paus Paulus V. Hij kreeg een waarschuwing, maar mocht zijn studies voortzetten. Later was hij ook vicevoorzitter van het wetenschappelijk genootschap Accademia dei Lincei, waarvan onder meer Galilei lid was. Zijn eerste toneelstuk werd pas gepubliceerd in 1589, en bij zijn dood in 1615 liet hij negenentwintig komedies, drie tragedies en een tragikomedie, evenals verschillende vertalingen van de komedies van Plautus na.
Della Porta werd gezien als wonderkind en omdat hij geboren werd in een rijk gezin, kon hij zich zijn hele leven toewijden aan zijn studies. Op tienjarige leeftijd schreef hij al essays in zowel Italiaans als Latijn.
In 1558 publiceerde della Porta een vierdelig werk; de Magia naturalis sive de miraculis rerum naturalium. Dit werk, een verzameling met allerhande natuurwetenschappelijke merkwaardigheden en hun toepassingen, breidde hij in 1589 uit tot twintig delen.
Naast curiosa geeft dit werk ook een beschrijving van het gebruik van een lens in een camera obscura en het warmte-effect van lichtstralen. Daarnaast komt in dit werk de eerste indeling van planten naar hun geografische verspreiding voor. In boek XVI staat een uitleg over het gebruik van geheime inkt en het onzichtbaar schrijven op eieren en op menselijke huid.
De furtivis literarum notis gaf della Porta zijn faam als cryptoloog. Hij geeft hierin onder meer uitleg over polygrafische substitutie en cryptoanalyse. Het Portacijfer is uitgevonden door Giambattista della Porta.

## Overzicht van het werk
- Magia naturalis sive de miraculis rerum naturalium (1558, uitgebreid tot 20 boeken in 1589).
- De furtivis literarum notis (1563).
- Villae (1583-92).
- De humana physiognomonia (1586).[1]
- Phytognomonica (1588).[2]
- De refractione optices (1589).
- La Trappolaria (1596).[3]
- Elementorum curvilineorum libri duo (1601).
- De aeris transmutanionbus (1609).
- De distillatione (1610).